# Gustav Meretta

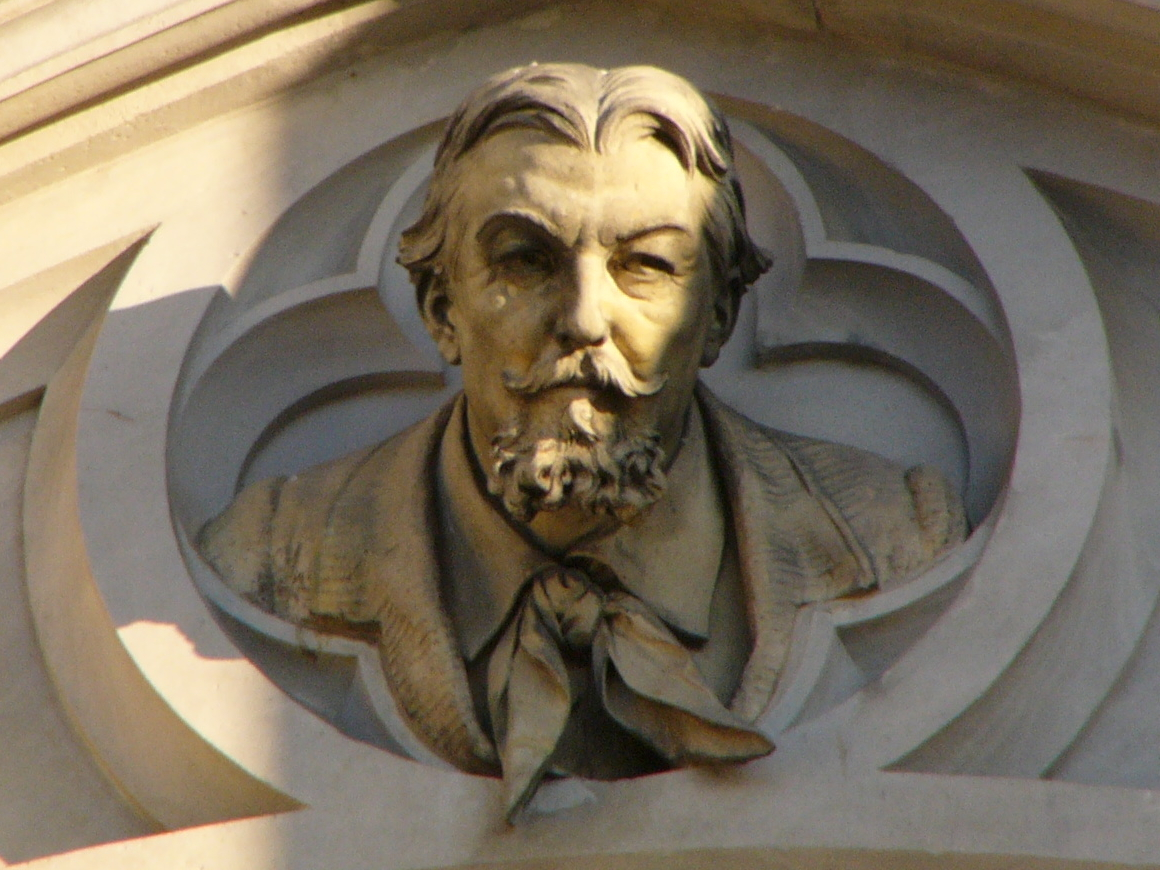
Büste von G. Meretta

Gustav Meretta (* 26. Juni 1832 in Brünn; † 4. August 1888 in Olmütz) war ein tschechischer Architekt.

## Leben und Wirken
Meretta studierte von 1847 bis 1852 an der Technischen Hochschule Brünn. Nach seiner Tätigkeit als Ingenieur auf den böhmischen Gütern der Fürsten Lobkowitz wechselte er in das Bauamt der Olmützer Erzbischöfe in Kremsier. Dort avancierte er zum Baudirektor und erhielt den Titel „Oberingenieur und Diözesanbaumeister“. Nach seinen Entwürfen entstanden etliche Kirchenneubauten unter anderem in Rosswald (1869–1873) und Bochorz (1872–1875). Die Erlöserkirche in Ostrava (1883–1889), heute Kathedrale, wurde von Max von Ferstel vollendet. Sein spätes Hauptwerk ist die durchgreifende Restaurierung der Domkirche des hl. Wenzel in Olmütz, in deren Zug die beiden romanischen Türme abgetragen und durch eine neugotische Westfassade ersetzt wurden (1883–1890). Nach Merettas Tod wurde die Renovierung durch den Wiener Architekten Richard Völkel fortgesetzt.